# Karl Sigismund Kunth
Karl Sigismund Kunth (Leipzig, 18 de junho de 1788 — Berlim, 22 de março de 1850), também conhecido por Carl Sigismund Kunth ou por Charles Sigismund Kunth, foi um botânico alemão  que se celebrizou pelo seu trabalho pioneiro no estudo da sistemática das plantas do continente americano. A sua obra mais conhecida, e um marco da literatura botânica, é Nova genera et species plantarum quas in peregrinatione ad plagam aequinoctialem orbis novi collegerunt Bonpland et Humboldt, em 7 volumes publicados em Paris entre 1815 e 1825, na qual categorizou as plantas recolhidas no continente americano por Alexander von Humboldt e Aimé Bonpland.

## Biografia
Nascido em Leipzig, Kunth iniciou em 1806 a sua vida profissional como escriturário de um negociante de Berlim. Foi só após ter conhecido Alexander von Humboldt, de quem o seu tio Gottlob Christian Kunth fora preceptor, que Kunth foi ajudado para que pudesse frequentar aulas na 
Universidade de Berlim e se interessou pelo estudo da Botânica, iniciando uma carreira naquela área científica. 
Quando Alexander von Humboldt e Aimé Bonpland regressaram da sua viagem à América do Sul trazendo uma gigantesca colecção de mais de 70 000 espécimes vegetais, dos quais cerca de 54 000 eram de novas espécies, Humboldt, depois de ter infrutiferamente solicitado a colaboração de vários botânicos, lembrou-se de Kunth. Este aceitou o desafio e dedicou-se à enorme tarefa de organizar a colecção e determinar as espécies nela representadas. Kunth acabaria assim por ocupar cerca de 24 anos da sua vida na tarefa a classificar as plantas que tinham sido recolhidas por Humboldt e Bonpland na sua expedição pelas Américas.
Para poder realizar esse trabalho, Kunth mudou-se em 1813 para Paris, juntando-se aí a Alexander von Humboldt, com quem partilhou um apartamento até 1827. Definidos os objectivos da investigação, Kunth passou a trabalhar como assistente de Humboldt, nessas funções permanecendo de 1813 a 1819. Durante esse período estudou os herbários conservados no Museu Nacional de História Natural de Paris e travou amizade com os botânicos Achille Richard e Adrien de Jussieu, com os quais estabeleceu uma profícua colaboração científica. Com eles, e com Hippolyte Jaubert (1798-1874), fundou uma efémera Sociedade de História Natural de Paris em 1821.
Kunth possuía muitos dos atributos que faltavam a Humboldt e a Bonpland, pois era um excepcional botânico de gabinete, caracterizado por ser disciplinado, obsessivo e rigoroso. Foi o primeiro a utilizar um suporte para lupa, como forma de manter as mãos livres para poder dissecar espécimes de plantas enquanto as observava.
Em resultado do seu incansável labor, Kunth foi o sistematizador da enorme colecção de plantas que recolhidas por Alexander von Humboldt e Aimé Bonpland na América do Sul, pelo que a maioria das novas espécies que resultaram dessa expedição foram atribuídas aos três naturalistas, pelo que em geral são citadas como Humboldt, Bonpland e Kunth, para o que é usada a abreviatura padrão H.B.K.. Contudo, se se tiver em conta apenas o trabalho analítico e sistemático descritivo, as cerca de 3 000 novas espécies descritas na monumental Nova genera et species plantarum quas in peregrinatione ad plagam aequinoctialem orbis novi collegerunt Bonpland et Humboldt deveriam ser creditadas apenas a Kunth, ou, pelo menos, como Kunth in H.B.K..
Na Nova genera et species plantarum quas in peregrinatione ad plagam aequinoctialem orbis novi collegerunt Bonpland et Humboldt as descrições das espécies são excelentes, estando boa parte delas acompanhadas por gravuras da autoria de Jean François Turpin, feitas a partir de desenhos do próprio Kunth. Jean François Turpin era desenhador e gravador do Muséum National d'Histoire Naturelle de Paris, um dos pioneiros do daguerreótipo, especializado em botânica e autor de cerca de 6 000 desenhos de plantas.
Quando Kunth regressou a Berlim, em 1829, foi nomeado professor de Botânica na Universidade de Berlim, e, pouco depois, vice-director do jardim botânico daquela cidade. A 10 de Dezembro desse mesmo ano de 1829 foi eleito membro da Academia das Ciências de Berlim, da qual já era sócio-correspondente desde 1 de Junho de 1820. A 11 de Janeiro de 1830 passou a membro de número (Ordentliches Mitglied).
Em 1829 partiu para a América do Sul, onde durante três anos visitou o Chile, o Peru, o Brasil, a Venezuela e vários países da América Central e das Caraíbas.
Após o seu falecimento em 1850, o governo da Prússia adquiriu a sua colecção botânica de cerca de 60 000 espécimes, a qual formou o núcleo central do herbário real de Berlim, hoje incorporado no Botanischer Garten und Botanisches Museum de Berlim-Dahlem.

## Obras publicadas
- Nova genera et species plantarum quas in peregrinatione ad plagam aequinoctialem orbis novi collegerunt Bonpland et Humboldt (7 vols., Paris, 1815-1825)
- Les mimosees et autres plantes legumineuses du nouveau continent (1819)
- Synopsis plantarum quas in itinere ad plagain aequinoctialem orbis novi collegerunt Humboldt et Bonpland (1822-3)
- Les graminees de l'Amerique du Sud (2 vols., 1825-1833)
- Handbuch der Botanik (Berlim, 1831)
- Enumeratio plantarum cranium hucusque cognitarum, seeundum familias naturales disposita, adjectis characteribus, differ-entiis, et synonymis (Stuttgart, 1833-1850)
- Lehrbuch der Botanik (1847)
- Les melastomees et autres plantes legumineuses de l'Amerique du Sud (1847-1852)